# Cyril Schäublin

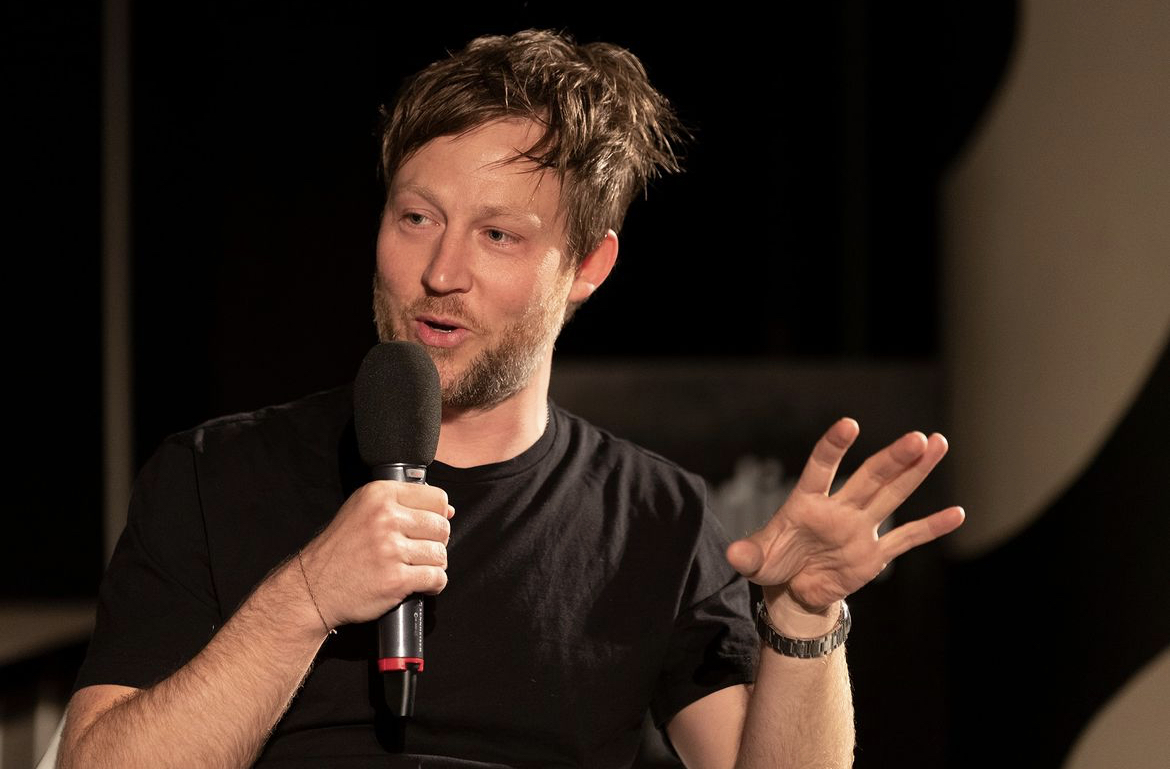
Cyril Schäublin (2023)

Cyril Schäublin (* 16. November 1984 in Zürich) ist ein Schweizer Filmemacher.

## Leben
Cyril Schäublin, Nachkomme einer Uhrmacherfamilie aus dem Schweizer Jura, ist in Zürich aufgewachsen. Im Alter von elf Jahren begann er erste Filme zu drehen. Nach dem Gymnasium zog er nach China und lebte von 2004 bis 2006 in Peking, wo er an der Zhongxi Universität Sinologie studierte und auf verschiedenen chinesischen Filmproduktionen als Assistent arbeitete. Von 2006 bis 2012 absolvierte er ein Studium der Filmregie an der Deutschen Film und Fernsehakademie Berlin (DFFB), 2009 folgte ein Austauschjahr in Paris. An der DFFB war er ein Student von Lav Diaz und James Benning und realisierte zahlreiche Kurzfilme. 2017 gründete er die Produktionsfirma Seeland Filmproduktion GmbH in Zürich, benannt nach der Novelle Seeland von Robert Walser.
Er ist Mitglied der Europäischen Filmakademie und der Schweizer Filmakademie.
2023 wurde ihm der Kunstpreis der Stadt Zürich verliehen. Er ist der erste Filmschaffende, der den Preis erhält nach Markus Imhoof, dem der Preis 2015 verliehen wurde.

## Werk

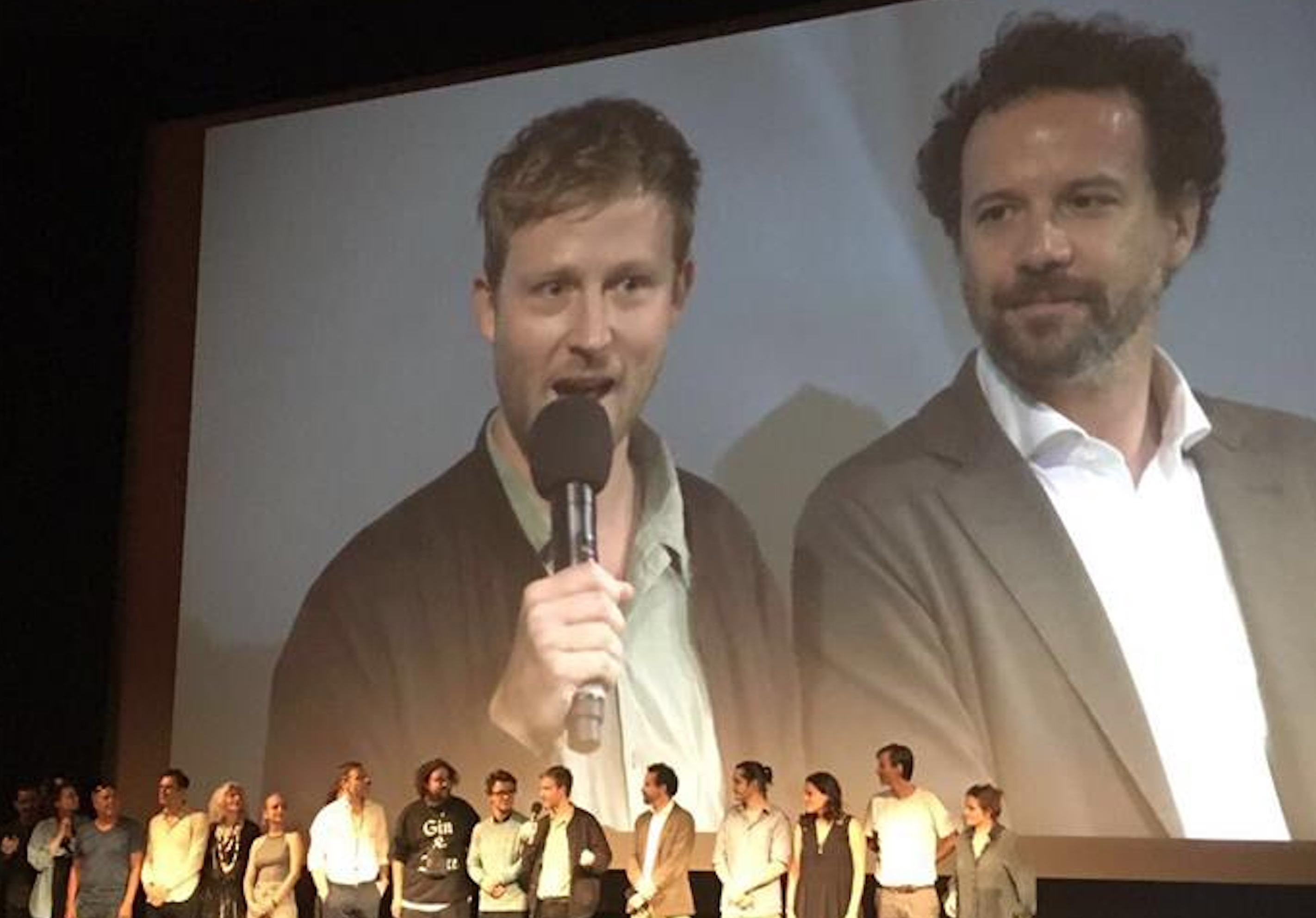
Cyril Schäublin im August 2017 bei der Uraufführung von Dene wos guet geit in Locarno mit Carlo Chatrian

Schäublins Kurzfilme wurden weltweit auf zahlreichen Filmfestivals aufgeführt. Internationale Aufmerksamkeit erlangte er insbesondere durch seinen Debütfilm Dene wos guet geit, der Hauptpreise an den Filmfestivals in Locarno und Edinburgh gewann und für den Europäischen Filmpreis 2018 nominiert wurde. Die US-Premiere fand 2018 im Museum of Modern Art in New York im Rahmen des 47. New Directors / New Films Film Festival statt. Dene wos guet geit wurde international mehrfach ausgezeichnet und erhielt weltweit positive Kritiken. 2018 gewann Dene wos guet geit den Zürcher Filmpreis. Seine Arbeiten wurden zudem in Galerien und Museen, u. a. im Palais de Tokyo in Paris, MoMA (New York), Pera-Museum in Istanbul, Kunsthaus Graz und im HKW in Berlin ausgestellt.
Sein zweiter Spielfilm Unrueh wurde bei der Berlinale 2022 uraufgeführt und gewann dort den Preis für die beste Regie in der Sektion Encounters und wurde darauf an Festivals rund um den Globus gezeigt und dabei mehrfach ausgezeichnet, so etwa am New York Film Festival, Toronto International Film Festival, San Sebastian, Thessaloniki Film Festival, Mostra São Paulo oder bei der Viennale 2022.

## Auszeichnungen
Unrueh:
- 2019: ARTE Kino International Prize
- 2019: Camargo Foundation Prize
- 2022: Preis für die beste Regie – Berlinale Encounters
- 2022: Preis für den besten Film – Jeonju International Film Festival, Südkorea
- 2022: Preis für Best artistic contribution – Beijing International Film Festival, China
- 2022: Preis für den besten Film – Muestra de Cine Lanzarote, Spanien
- 2022: Preis Cine+ – Entrevues Belfort Festival International du Film, Frankreich
- 2022: FIPRESCI-Preis – Viennale[7]

Dene wos guet geit:
- 2017: Locarno Festival – Winner Special Mention of the Jury
- 2018: Zürcher Filmpreis
- 2018: European Film Awards – Nomination (European Discovery)
- 2018: Swiss Film Awards – Nomination (Bester Spielfilm)
- 2018: Edinburgh International Film Festival – Winner Best International Film
- 2018: Murcia International Film Festival – Winner Special Prize of the Jury

## Filmografie (Auswahl)
- 2007: Mein Bruder, der Rabe (12')
- 2009: Lenny (17')
- 2013: Modern Times (7')
- 2013: Public Library (8')
- 2017: Dene wos guet geit (71')
- 2022: Unrueh (93')